# Salácia

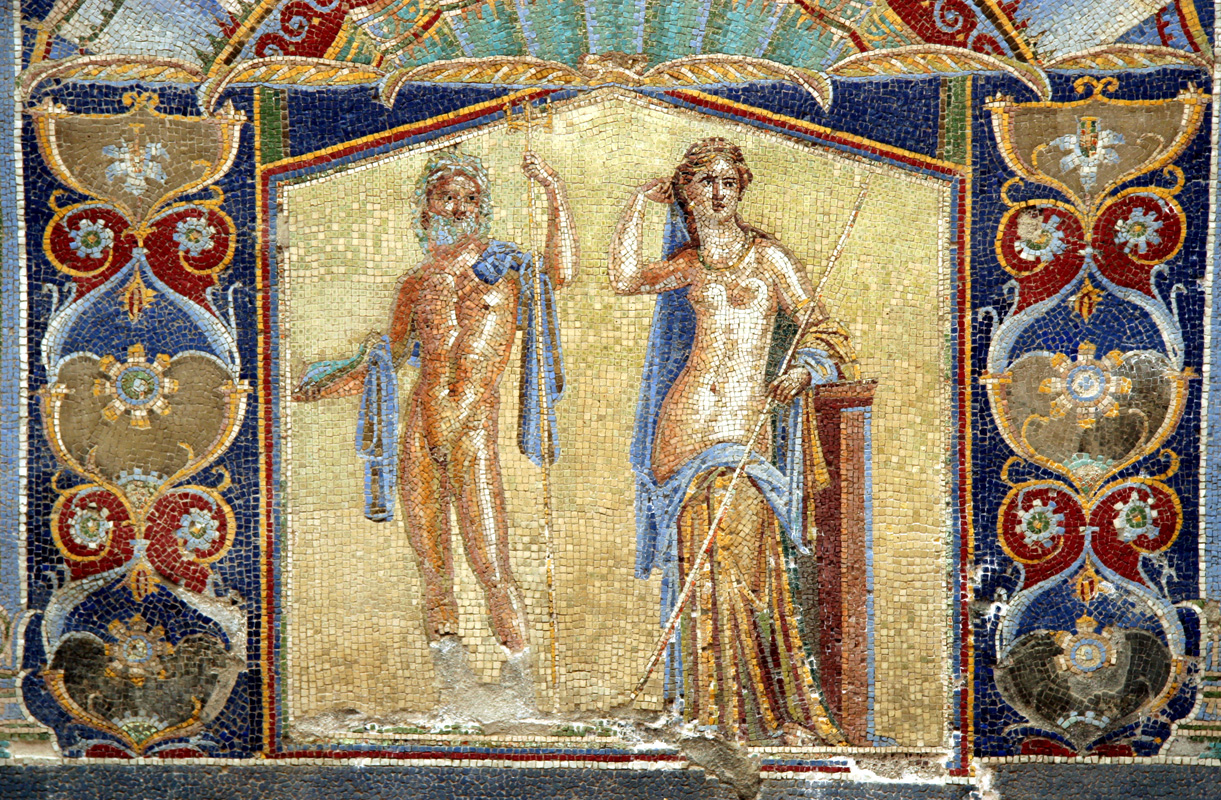
Netuno e Salácia -Ruínas de Herculano

Salácia era uma ninfa da mitologia romana, a rainha dos oceanos, prometida em casamento a grande rei dos mares, Netuno, a personificação da água salgada do mar. Antes do ato se concretizar, Salácia revoltou-se e escondeu-se no fundo do oceano.
Neptuno mandou todas as criaturas marinhas do mundo em sua busca. Foi bem sucedido um golfinho que encontrou a ninfa, entregando-a para casamento ao grande rei. Na mitologia grega, era conhecida como Anfitrite.

## Salácia e a vila deAlcacer do Sal[2]

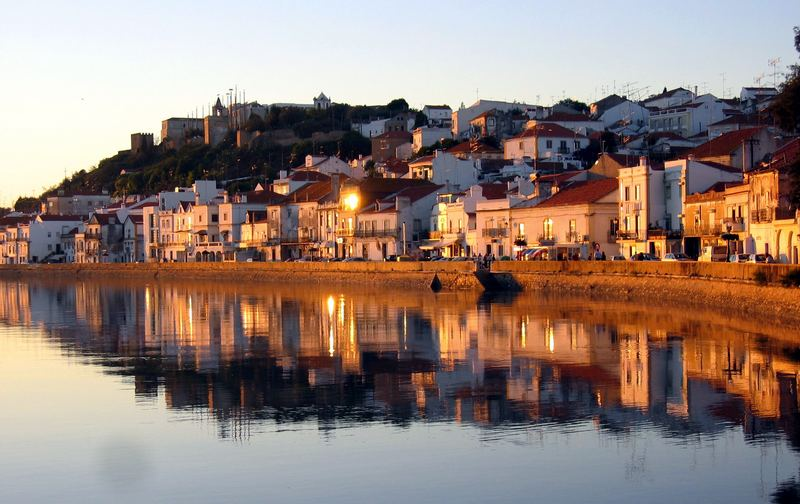
Alcacer do Sal

Existe uma lenda que diz que no século I a.C. veio do norte de África uma expedição de bárbaros piratas atacar algumas zonas costeiras do território que é hoje Portugal; para além de roubar, matavam, incendiavam e vandalizavam.
Entraram em Setúbal pelo estuário do Rio Sado e foram até uma bela cidade que se encontrava em cima de um morro, roubaram, destruíram e puseram-se em fuga.
O povo já romanizado, revoltado e triste fez os mais diversos votos para a morte daqueles piratas. Foi invocada Salácia, rainha dos mares por meio da deposição de votos, tabelas, sacrificios... Prometeu-se a construção do templo de Salácia nessa terra caso essa população fosse ouvida. Á entrada no oceano, deu-se uma grande tempestade e os barcos piratas ficaram totalmente destruídos, não se salvando provavelmente ninguém, ficando os grandes tesouros transportados no fundo do mar. O templo terá sido erguido, absorvendo essa cidade o nome deste.